# Wadi Khnezir
Wadi Khnezir este un curs de apă, afluent al râului Khabur în nord-estul Siriei.